# Блаватний Никифор Іванович
Никифор Іванович Блаватний (13 березня 1886, Пархомівка — 7 квітня 1941, Буенос-Айрес) — український військовий і громадський діяч, драматург, журналіст.

## Життєпис
Народився в с. Пархомівка в родині Івана і Агрипини Блаватних. Походив із селянського роду Блаватних (Блаватніх, Облаватніх), хрещений 16 березня 1886 р. в місцевій церкві.
Навчався в Київському комерційному училищі, яке не закінчив, та поступив до Тифліської військової школи. Після неї розпочав військову кар'єру. 
Початок Першої світової війни зустрів у званні поручика. Дослужився до капітана та, ймовірно, через поранення був переведений до 14-го запасного піхотного полку, який на початку 1917 р. дислокувався в Умані. Займався українізацією полку.
22 березня 1917 р. Уманське надзвичайне земське зібрання обрало Никифора Блаватного на посаду повітового комісара (в структурі Тимчасового уряду). 29 червня того ж року ІІ Уманський селянський з'їзд довірив йому очолити комісію для організації вільного козацтва на Уманщині. Згодом Блаватний став тамтешнім кошовим отаманом. Наприкінці жовтня залишив посаду уманського повітового комісара.
В січні-лютому 1918 р. був одним з кількох найбільш діяльних офіцерів в оточенні Симона Петлюри. Очолив військову групу (курінь Чорних гайдамаків, що складався із 150 учнів 2-ї юнацької школи, та 30-40 січових стрільців), яка 17 (30) січня (тобто наступного дня після знаменитого бою під Крутами) успішно розпочала бої на станції Кононівка проти більшовицьких військ — Харківської колони Беленковича (до 1100 багнетів), а з наступного дня в Яготині — проти об'єднаних більшовицьких сил (до Беленковича приєдналася з-під Крут група Муравйова), завдаючи їм значних втрат. 19 січня (1 лютого) за наказом Блаватного був підірваний міст через р. Трубіж, що затримало ворога ще на дві доби. За наказом Петлюри група Блаватного (з мінімальними втратами) повернулася до Києва, де брала участь у придушенні більшовицького повстання на заводі «Арсенал». Блаватний командував однією з трьох колон, що штурмували завод, потім на чолі Чорних гайдамаків брав участь в обороні Києва.
Після проголошення 29 квітня 1918 р. Української Держави Никифор Блаватний опинився в оточенні гетьмана Павла Скоропадського. Після приїзду до Києва гетьманської родини він став вихователем гетьманича Данила і його вчителем української мови. Відігравав і певну політичну роль. Блаватного було призначено членом Генеральної козацької ради (середина червня). Як молодший осавул Блаватний супроводжував гетьмана під час багатьох важливих подій того часу та був особисто знайомий зі значною частиною тогочасного українського політикуму. Не пізніше середини жовтня Блаватний був підвищений гетьманом до полковника. В цьому званні він виконав і кілька самостійних завдань. Наприклад, 28-30 жовтня від імені гетьмана брав участь у відкритті знаменитого пам'ятника Тарасу Шевченку в Ромнах, а 12 листопада провів політичну зустріч у Білій Церкві з офіцерським складом Окремого загону Січових Стрільців на чолі з Андрієм Мельником і Євгеном Коновальцем.
В другій половині листопада Блаватний разом з кількома довіреними особами вивіз з Києва до Одеси гетьманських дітей та родинні коштовності Скоропадських. Далі через Румунію, Туреччину і Грецію вони дісталися Італії. В другій половині липня 1919 р. полковник передав у Швейцарії дітей та коштовності Скоропадським. В 1919—1920 рр. Блаватний згадується у Відні, де був замішаний у фінансову аферу, яка здійснювалася, можливо, в інтересах гетьмана Скоропадського. Згодом мешкав в Ужгороді (Чехословаччина).
26 травня 1926 р. за допомоги професора Дмитра Дорошенка полковник вирушив з Бремена до Аргентини, де замешкав у Буенос-Айресі. Там брав активну участь у розбудові культурного і політичного життя української діаспори. Був членом «Просвіти», комбатантських організацій та гетьманського руху, редагував місцеві українські часописи і дописував до них, а також написав три драми, присвячені подіям Української революції 1917—1921 років. Публікація одної з них 1932 р. стала першої українською книжкою, виданою в Аргентині.
Помер у Буенос-Айресі 7 квітня 1941 року.

## Родина
Був одружений з Олександрою Іванівною Засядьвовк, яка залишилася в Україні і після Другої світової війни мешкала в м. Сміла. Їхні діти — Галина, Володимир.

## Твори
- «На шляху до перемоги», драма (публікація 1932 р.)
- «Січовий стрілець», драма
- «Посієш вітер — пожнеш бурю», драма